# Charles Garnier
Charles Garnier (n. 6 noiembrie 1825, Paris, Franța – d. 3 august 1898, Paris, Franța) a fost un arhitect francez al istorismului. Lucrarea sa principală este cunoscuta Opéra Garnier (numită și Palais Garnier), construită între anii 1861 - 1874 în manieră neo-baroc.

## Scrieri (selecție)
- A Travers les Arts. Causeries et mélanges. Paris 1869 (Internet Archive) (scrieri și reflecții adunate)
- Le Théâtre, Paris 1871 (Internet Archive) (pentru construcția și utilizarea teatrelor)
- Histoire du Nouvelle Opéra de Paris. 2 Bände, Paris 1881 (BNF)
- Temple de Jupiter Panhellénien à Egine (Restauration des monuments antiques par les architectes pensionnaires de l'Académie de France à Rome). Firmin-Didot, Paris 1884 (HEIDI)
- împreună cu Auguste Ammann: L’Habitation humaine. Hachette, Paris 1891

## Galerie de imagini

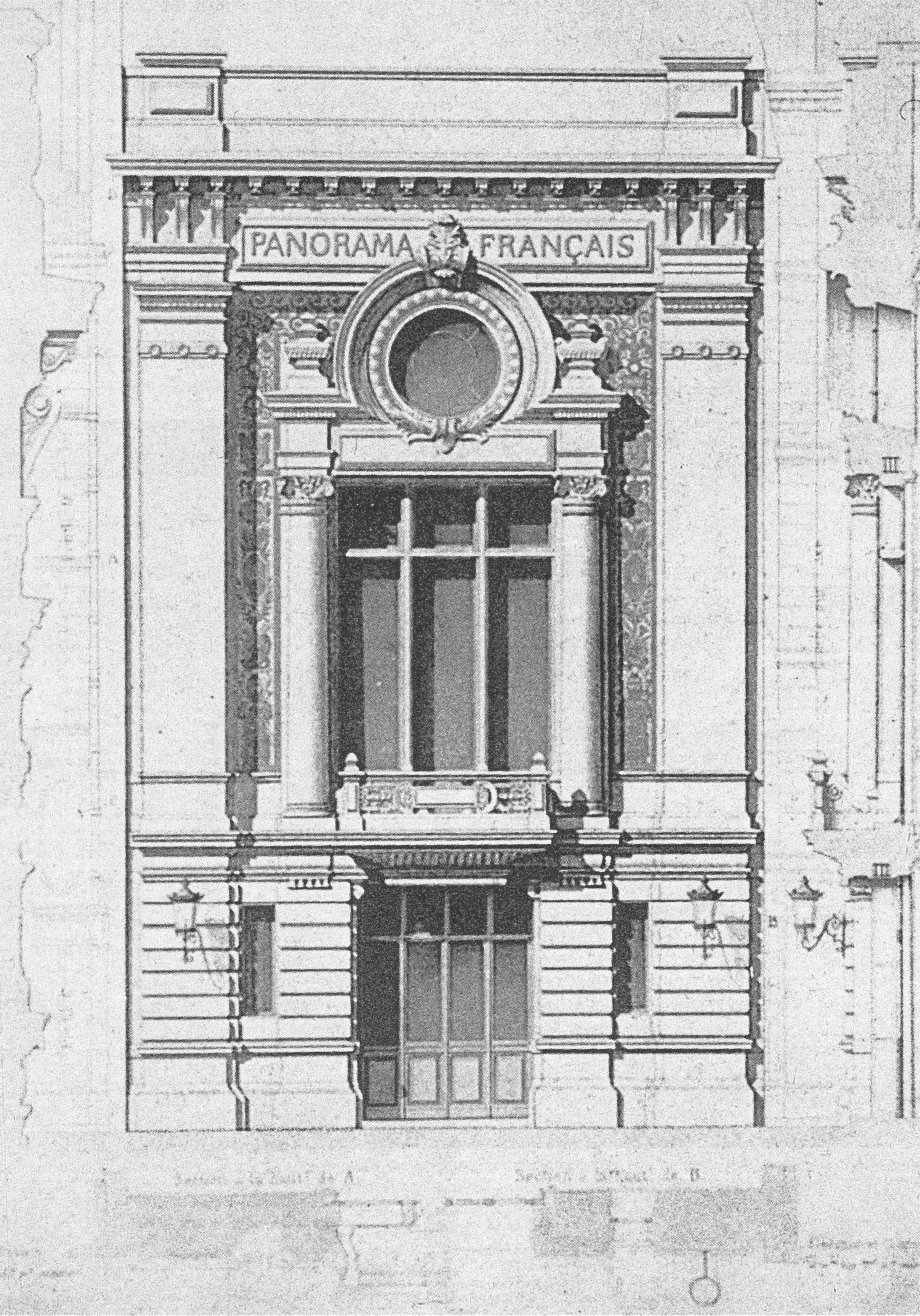
Panorama Français, fațada
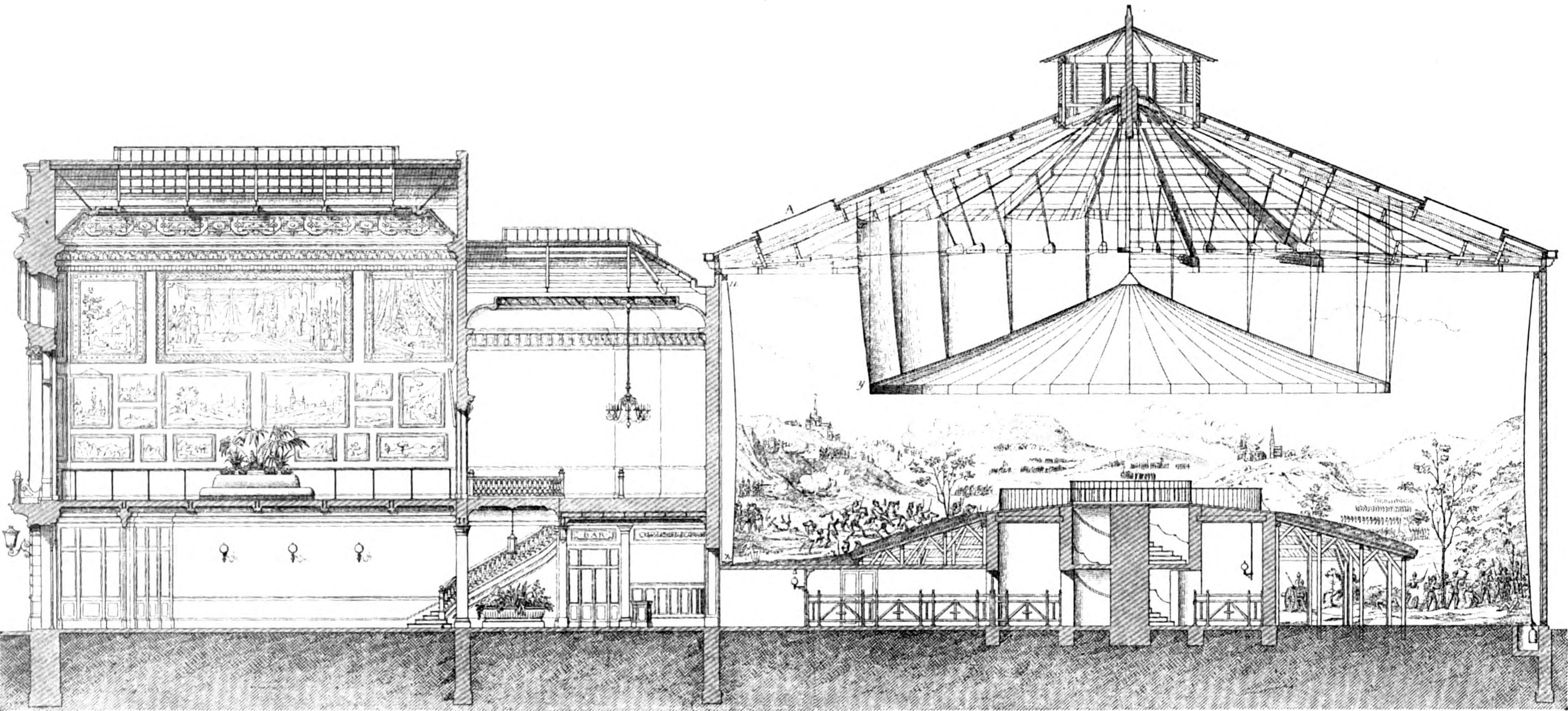
Panorama Français, secțiune
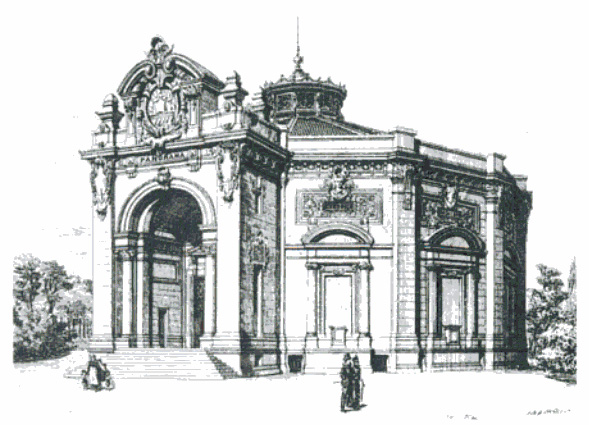
Panorama Marigny, Paris
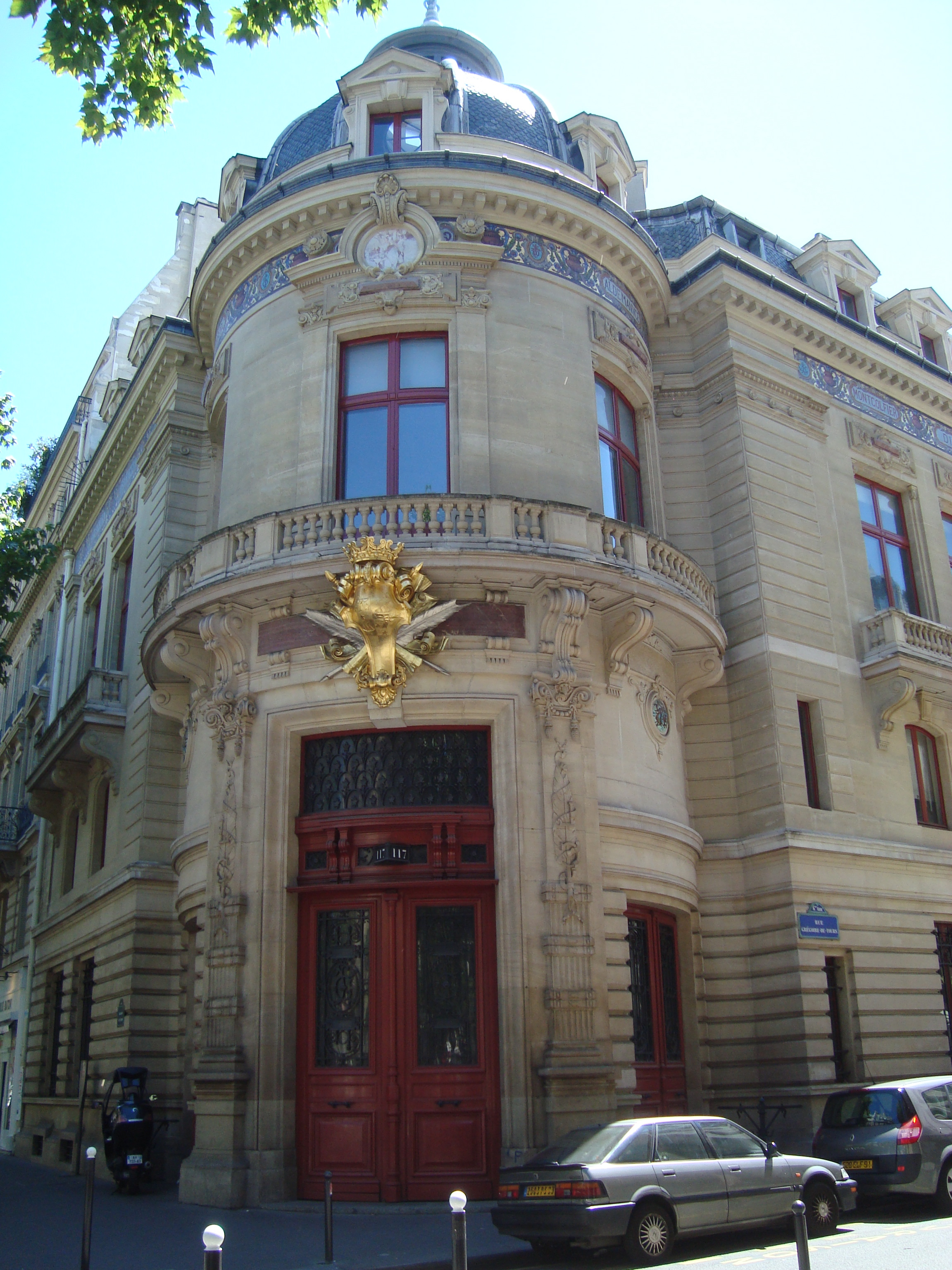
Cercle de la Librairie, Paris
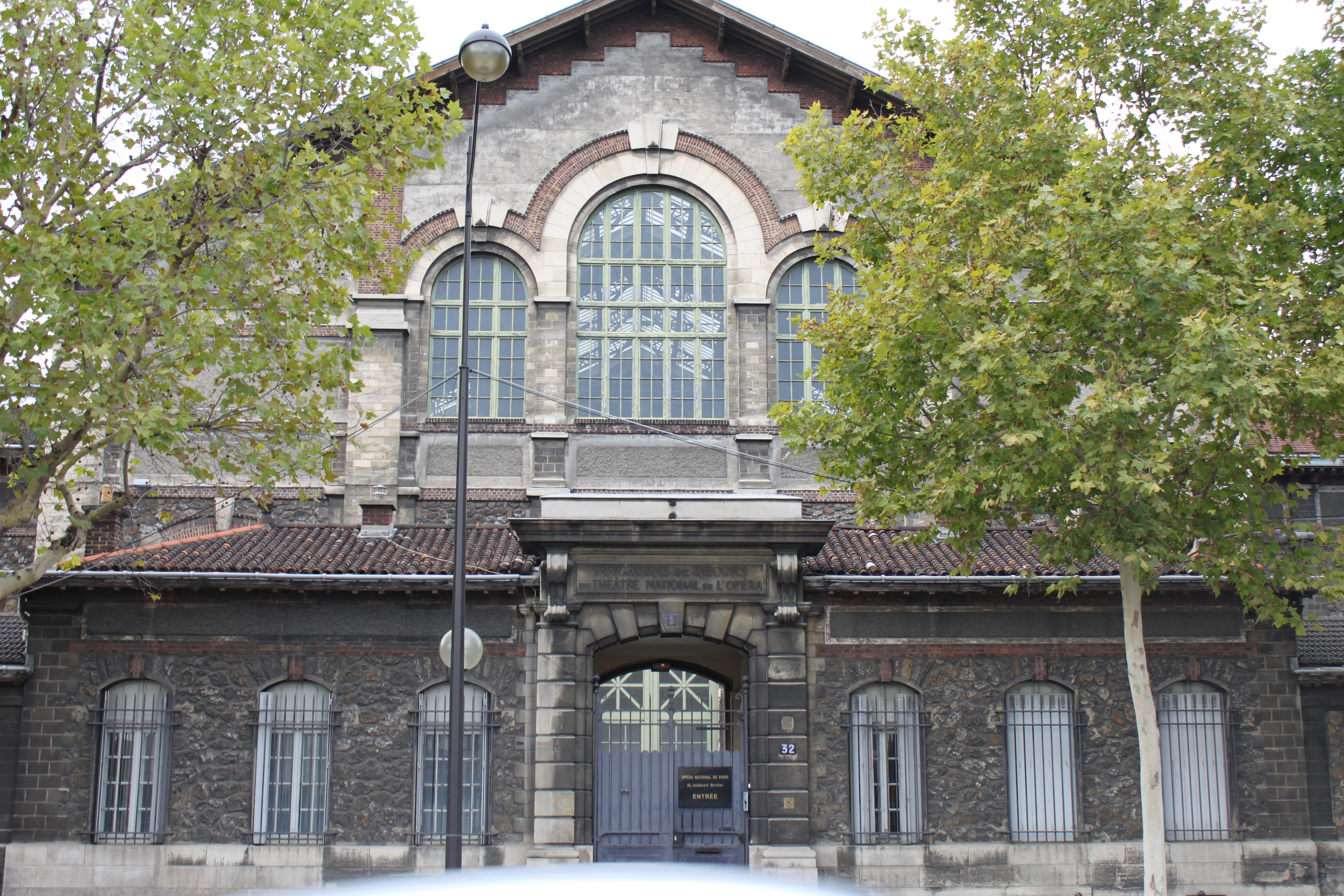
Ateliers Berthier, Paris
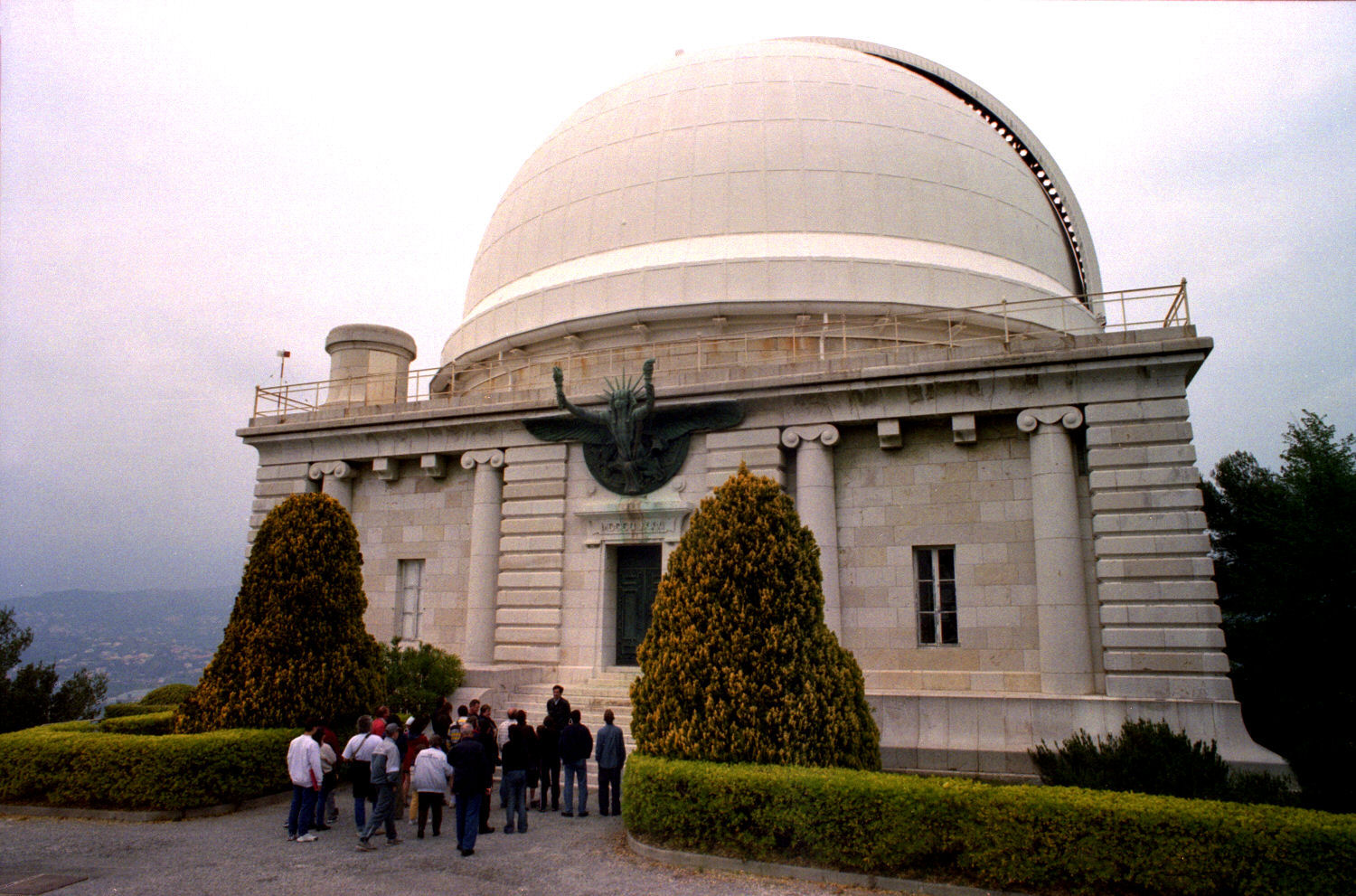
Coupole Bischoffsheim
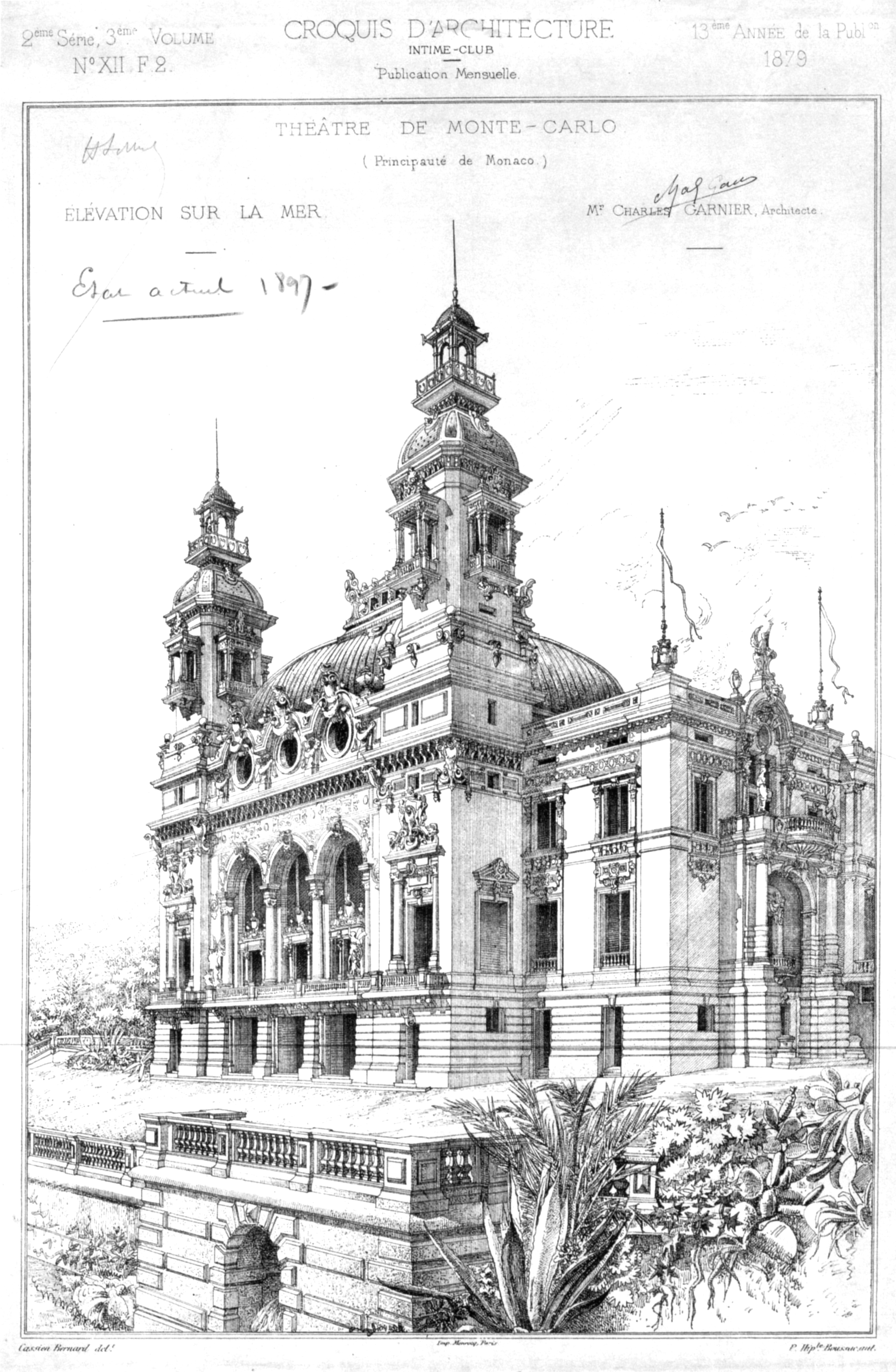
Sala Garnier, fațada teatrului
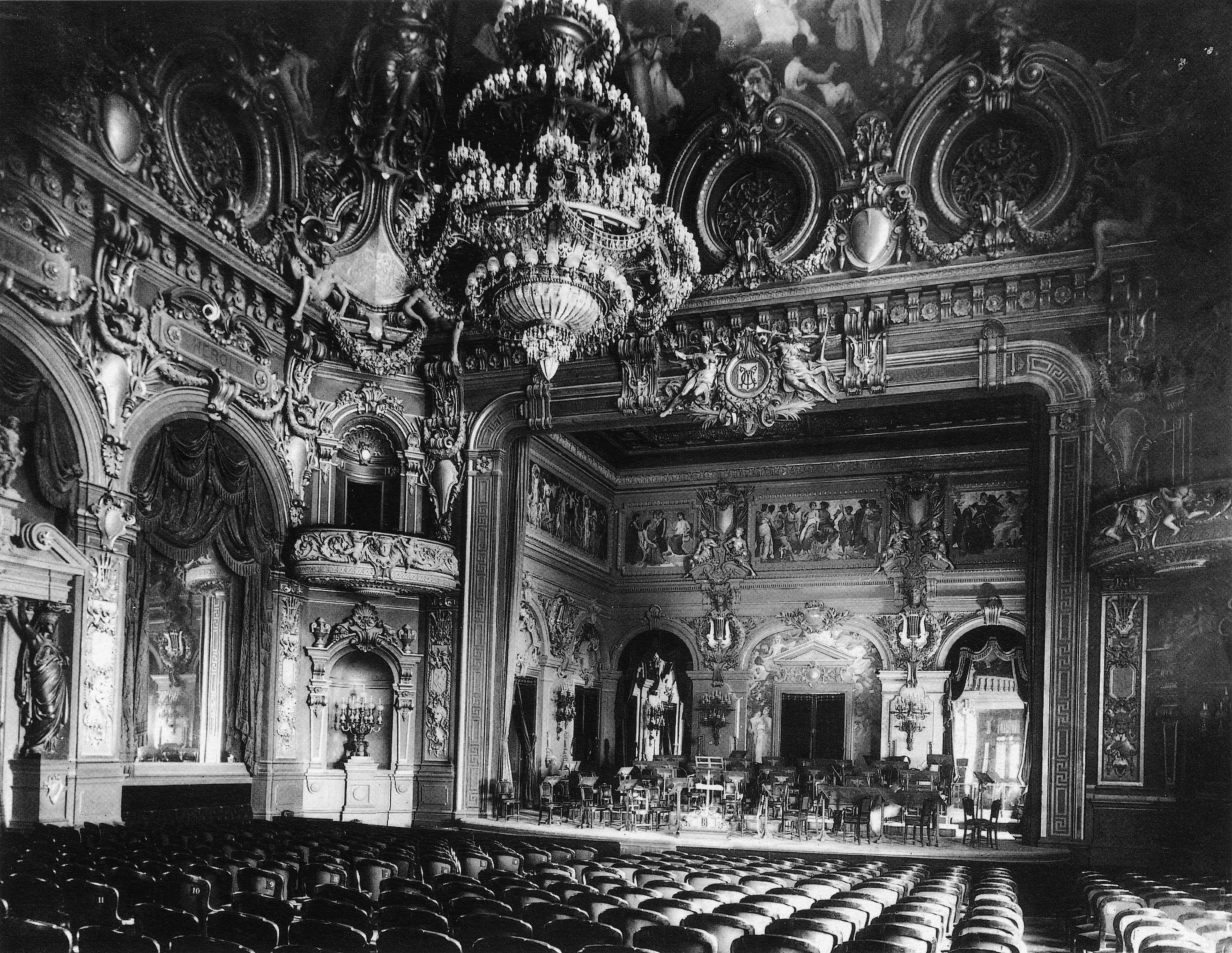
Monte Carlo Casino, interior
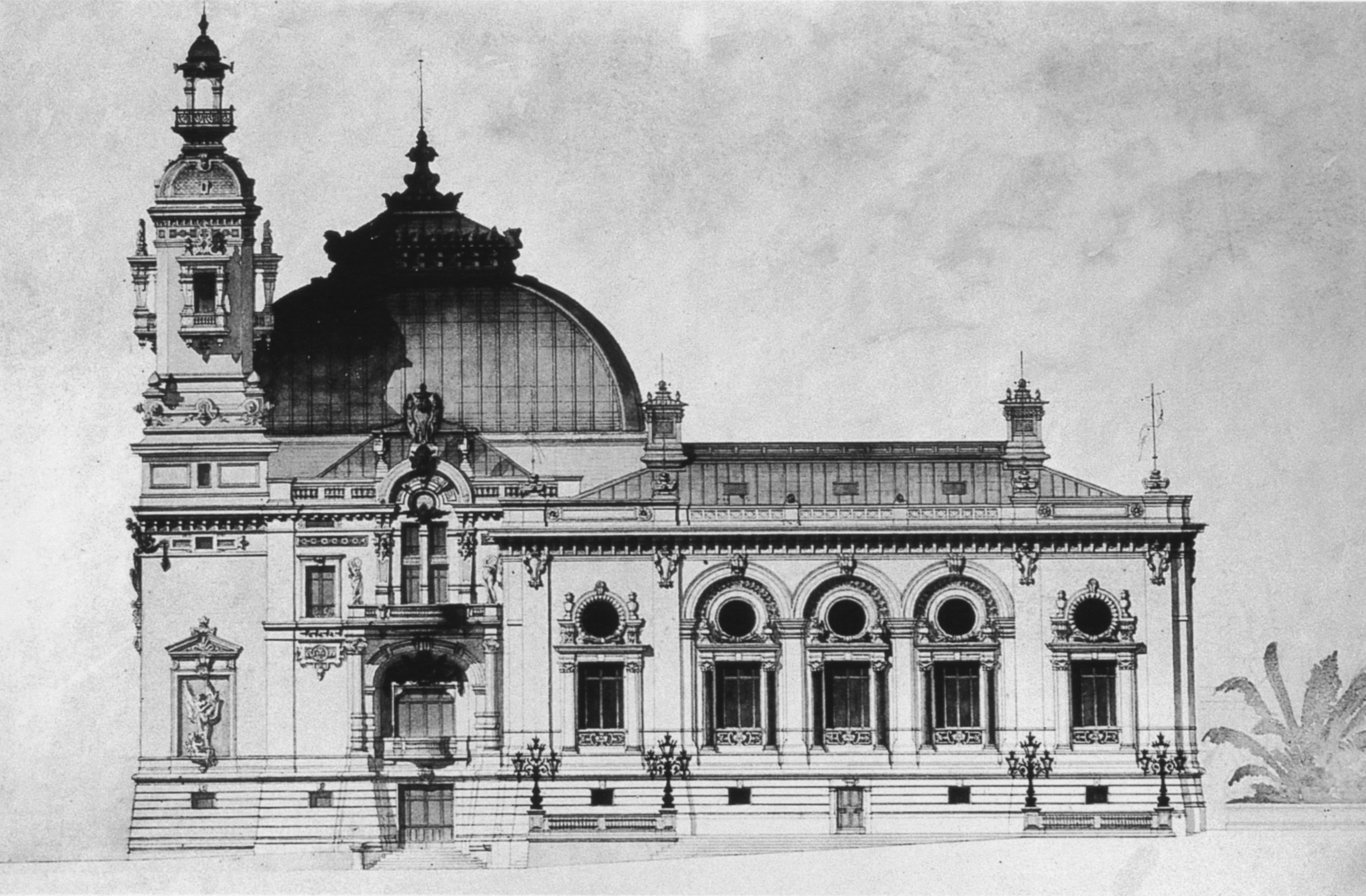
Trente-et-Quarante Gaming Room, Monte Carlo
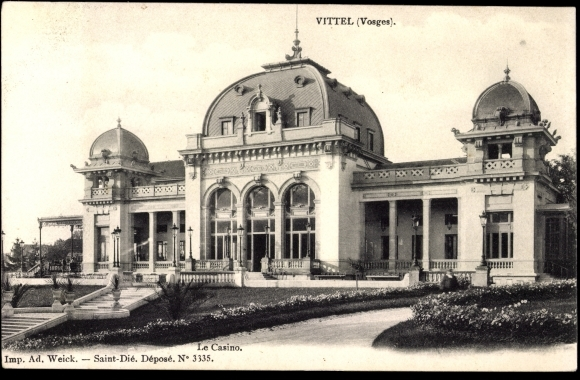
Vittel Casino
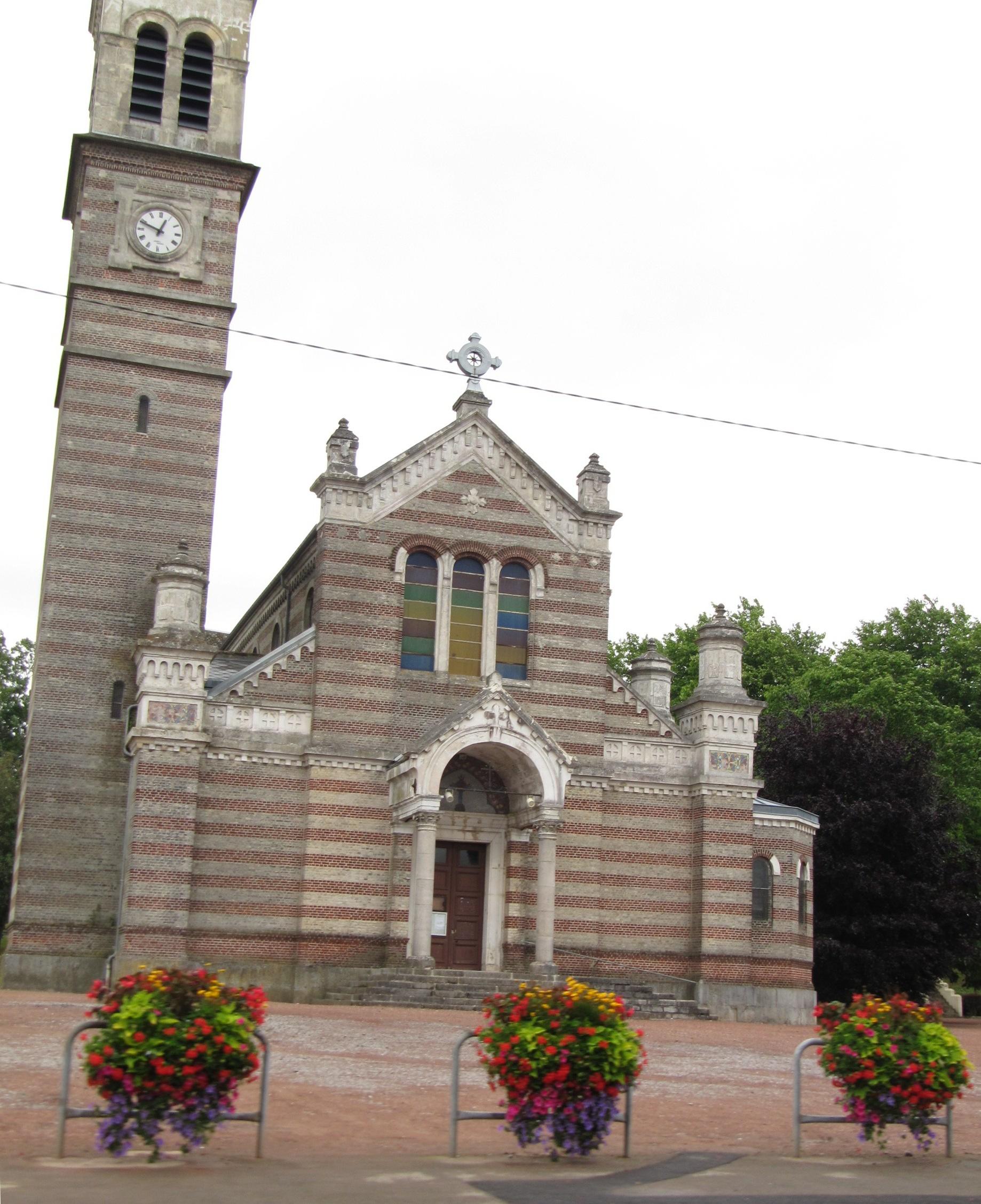
La Capelle (Aisne)
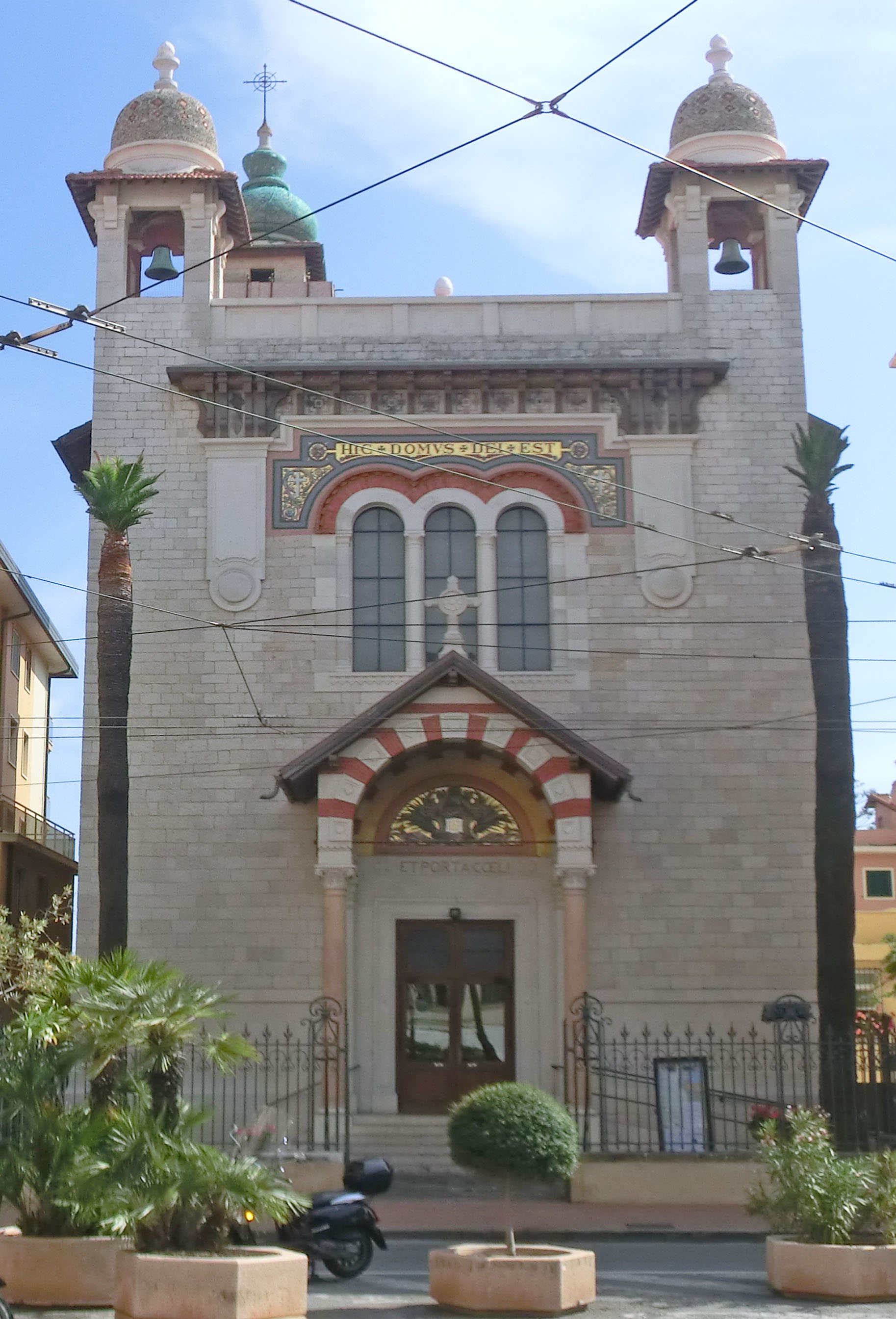
Biserica Terrasanta, Bordighera
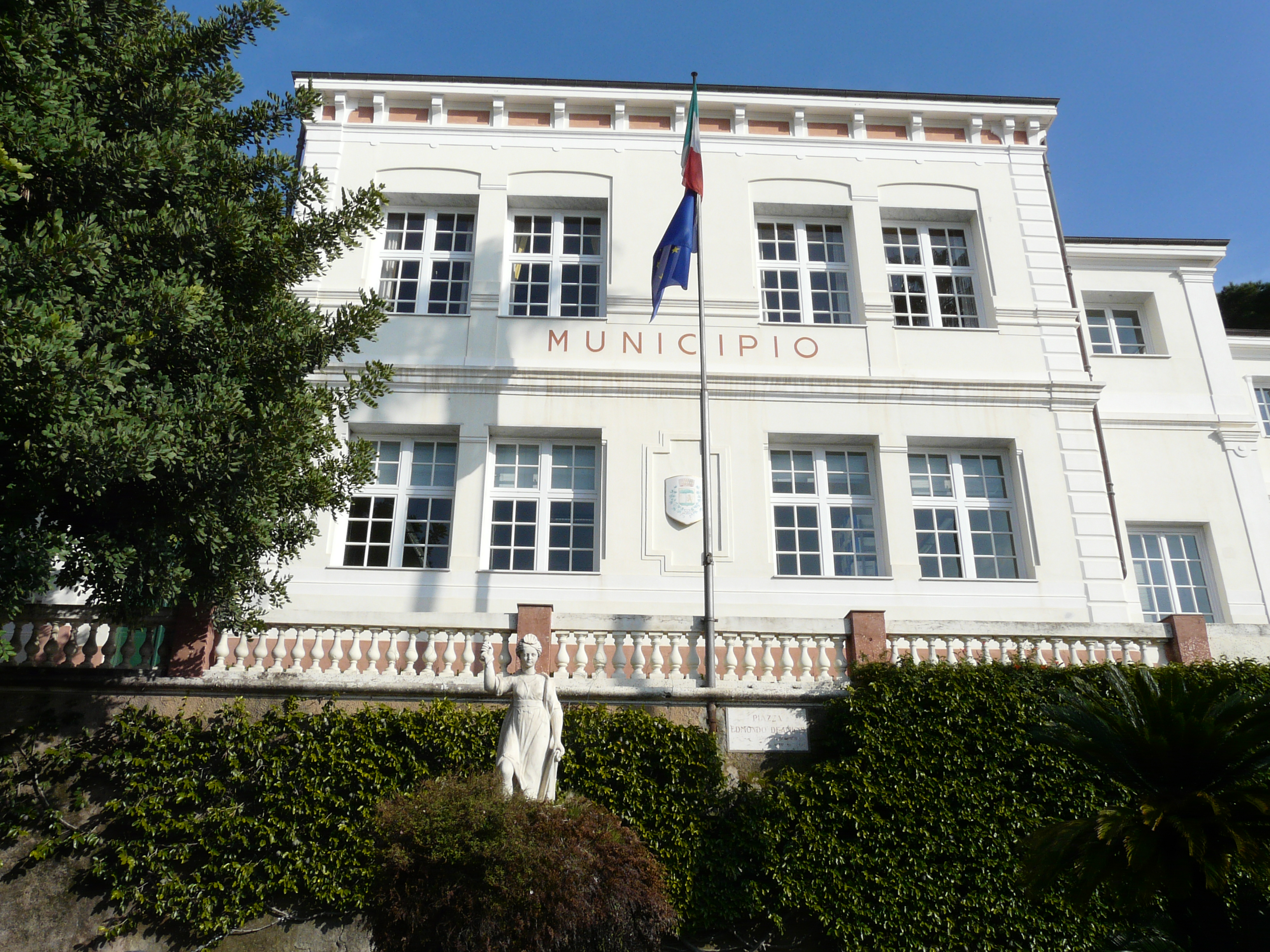
Primăria, Bordighera
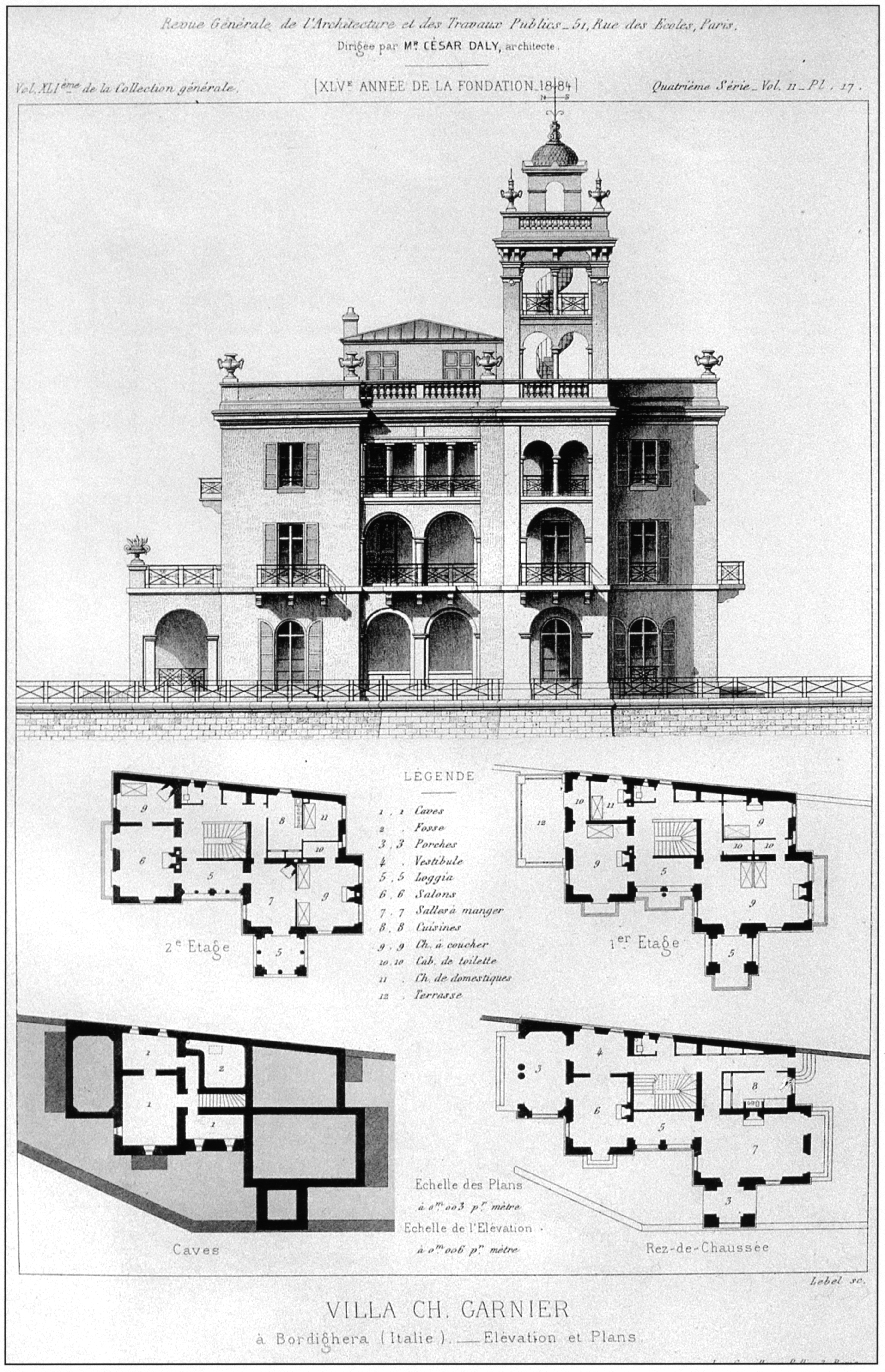
Villa Garnier, Bordighera